# SŽD-Baureihe Е
|  | Dieser Artikel wurde aufgrund von akuten inhaltlichen oder formalen Mängeln auf der Qualitätssicherungsseite des Portals Bahn eingetragen. Bitte hilf mit, die Mängel dieses Artikels zu beseitigen, und beteilige dich bitte an der Diskussion. Artikel, die nicht signifikant verbessert werden, können gelöscht werden. |

Die Dampflokomotiven der SŽD-Baureihe Е [je] sind aus der russischen Baureihe E hervorgegangen und wurden im Rahmen der Kriegshilfe von den Werken Baldwin und ALCO für die SŽD hergestellt. Mitsamt den Lieferungen der Lokomotiven aus der Zeit des Ersten Weltkriegs (russische Baureihe Е) wurden 3193 Lokomotiven der Baureihe gefertigt. Außer für die SŽD wurden noch 20 Lokomotiven der Serie für die finnische Staatsbahn und 10 Lokomotiven für die chinesische Staatsbahn hergestellt.

## Die Dampfloks aus der Zeit 1944–1947

### Voraussetzung für den neuen Auftrag
Der Bedarf für die neuen Dampflokomotiven entstand als Folge des Großen Vaterländischen Krieges. Aufgrund der Kampfhandlungen wurden bis 1943 ungefähr 16000 Lokomotiven total zerstört. Ebenfalls als Folge der Kampfhandlungen wurden die Lokomotivwerke in das Hinterland evakuiert. Nach der Schlacht von Stalingrad musste in den befreiten Gegenden die Infrastruktur wiederhergestellt werden, was für das Eisenbahnwesen einen großen Arbeitsaufwand bedeutete. Die Dampflokomotiven der Reihe ФД [ɛfdɛ] waren aufgrund ihres hohen Achsdruckes von 20,5 t nicht freizügig einsetzbar. Die Dampflokserie CO [ɛs.o] war nur in 800 Exemplaren vorhanden, das war zum damaligen Zeitpunkt zu wenig. Außerdem war eine große Anzahl von Lokomotiven der Reihe Э [⁠ɛ⁠] im Dienst von Kolonnen eingesetzt.
Aus diesen Gründen wurde entschieden, im Rahmen der Kriegshilfe eine große Anzahl von Dampfloks in den nordamerikanischen Werken Baldwin und ALCO zu bestellen.

### Projektierung

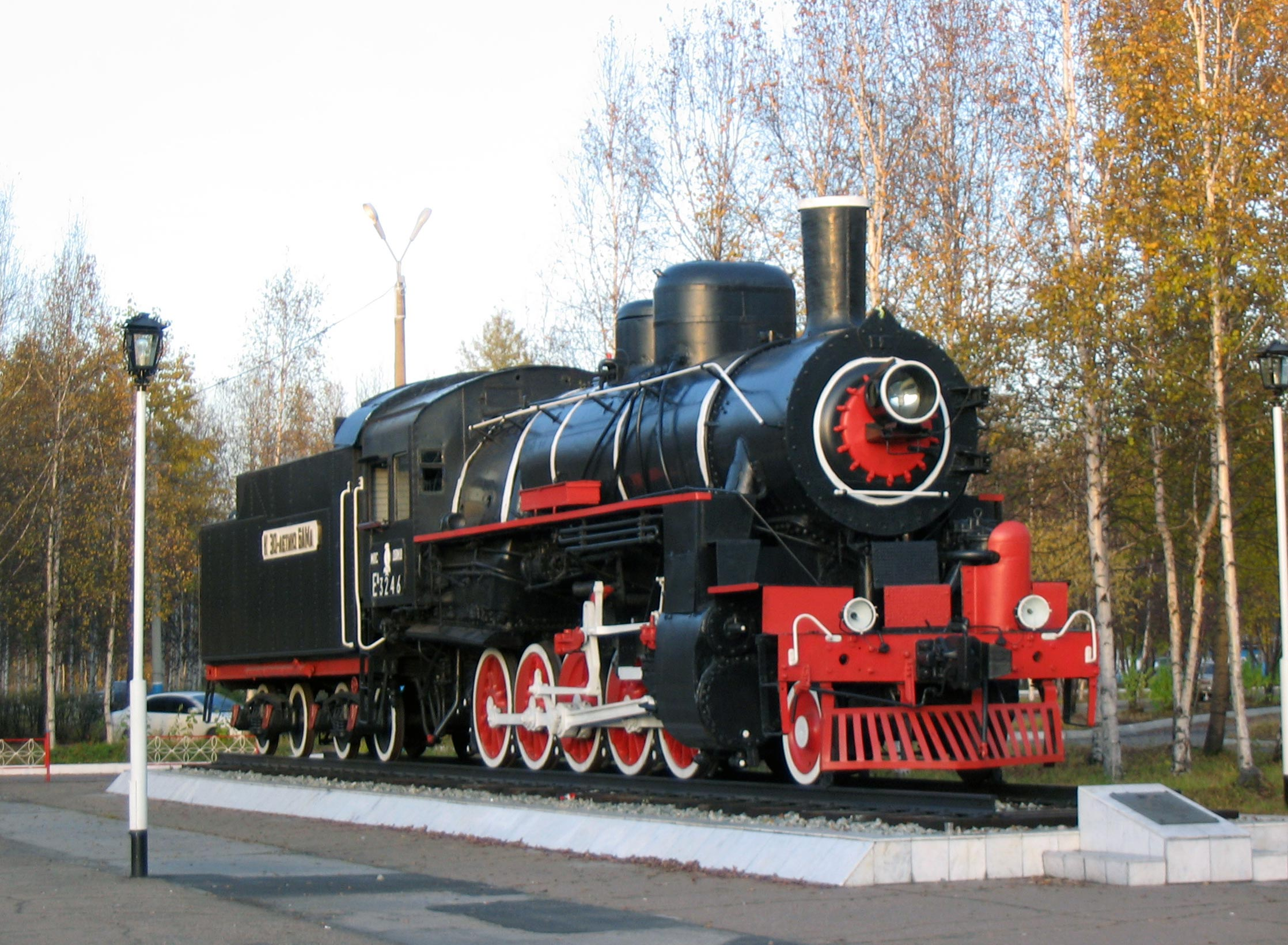
Dampflokbaureihe der Reihe E^{A}.3246 als Denkmal in der Station Tynda

Um den Auftrag für die neuen Lokomotiven so schnell wie möglich ausführen zu können, wurde beschlossen, als Basisversion die Konstruktion der EЛ [je.ɛɫ] zu verwenden. Wie bei der DR-Baureihe 52, wurden bei der Entwicklung viele Vereinfachungen und Verbesserungen vorgenommen. So wurde für die Beschleunigung der Produktion und Verminderung des Wertes in den Dampfzylindern Buchsen aus Gusseisen anstatt aus Messing verwendet, die Feuertür der Rauchkammer war geschweißt. Die Anzahl der Heizrohre wurde vergrößert von 28 auf 35, die Fläche des Überhitzers wurde auf 76,2 m² gesteigert, die vollständige Verdampfungsfläche betrug nur noch 229,2 m². Das lag daran, weil sich die Zahl der Rauchrohre auf 162 verringerte. In Anbetracht der möglichen Beschädigung der Rahmen während des Transportes auf See wurden die seitlichen Rahmenwangen von 114,3 auf 127 mm verstärkt. Dadurch vergrößerte sich die Masse der Fahrzeuge und dadurch die Zugkraft als nützlicher Nebeneffekt. Für die Feuerung und die Entlastung des Heizers wurde eine mechanische Rostbeschickung nach dem System Standard-Stoker ausgewählt, die sich gut bewährte. Außerdem ergaben sich noch einige kleinere Änderungen. So wurde anstatt eines Druckausgleichschieber der Bauart Zlatow ein Druckausgleichventil verwendet, was den Eintritt von frischem Dampf aus dem Kessel in das Dampfeinströmrohr und von dort in die Zylinder ermöglichte. Dabei wurde vermieden, dass Rauchgase aus dem Kessel in die Zylinder gelangten. Auch wurde bei diesen Lokomotiven in der Mehrzahl die Schweißung angewendet.
Bezeichnend ist, dass der Durchmesser der Kuppelräder belassen wurde, zumal er zur damaligen Zeit recht klein gehalten war. Der Grund war, dass eine Neuentwicklung des Fahrgestelles Zeit in Anspruch genommen und den Fertigungsbeginn unnötig verzögert hätte.

### Die Dampfloks der ReihenEA,EMundEMB

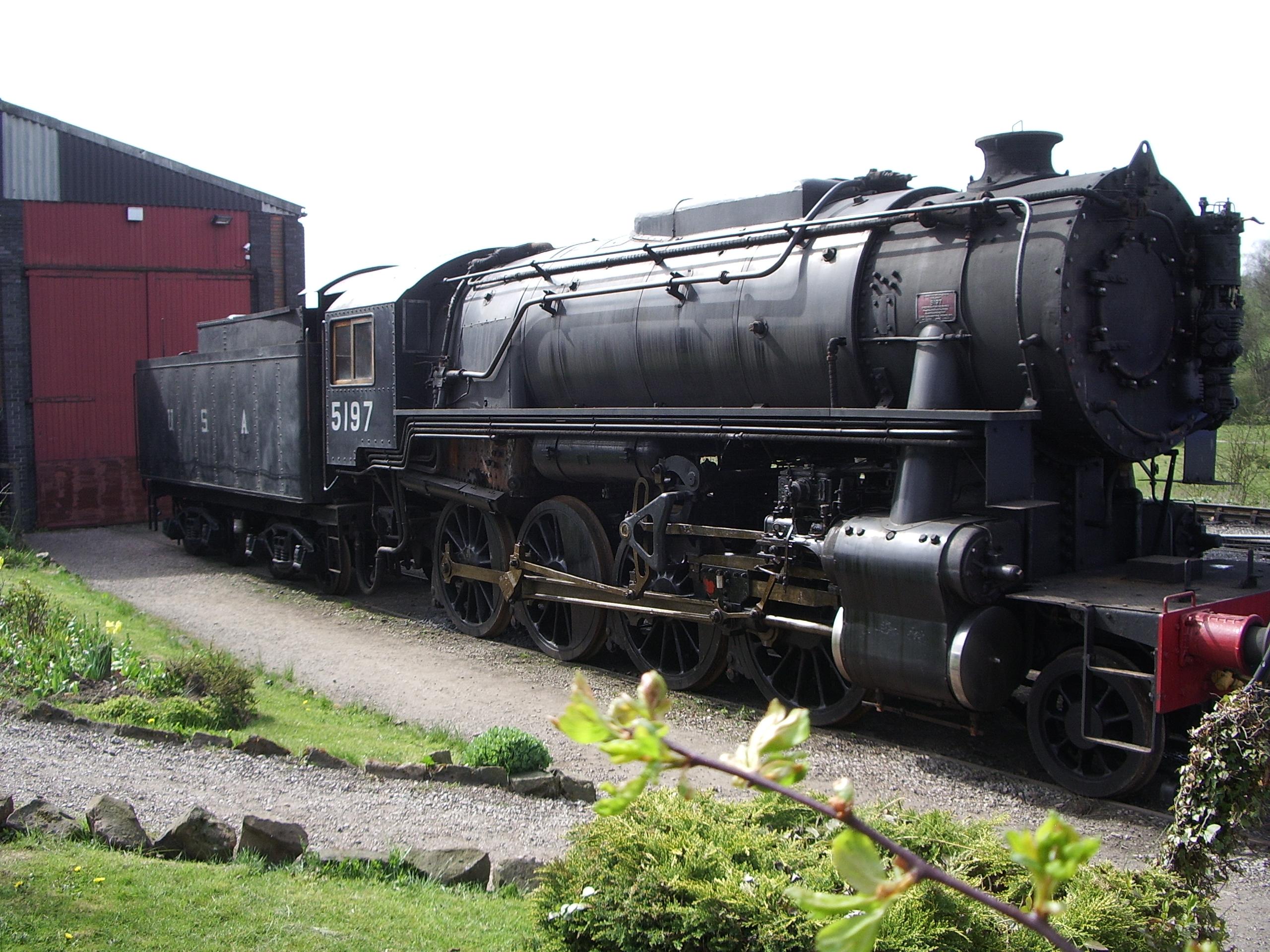
Dampflokbaureihe der Reihe USATC-Klasse S 160

Beim Abschluss eines Protokolls für die Kriegshilfe 1943 wurden den amerikanischen Werken Baldwin und ALCO ein Auftrag über die Produktion von Dampfloks auf der Grundlage der EЛ mit Konstruktionszeichnungen aus der UdSSR übergeben. Die amerikanischen Werke waren nicht bereit, eine Produktion bis zum Jahresende einzurichten. Mit der hohen Notwendigkeit der Beschaffung von Dampflokomotiven wurden die UdSSR gezwungen, einen Auftrag von 150 Dampflokomotiven der USATC-Klasse S 160 anzunehmen. Später wurde dieser Auftrag auf 200 Lokomotiven vergrößert.
1944 wurden die ersten Dampflokomotiven der Reihe E geliefert, die den Index „a“ für amerikanisch erhielten. Im Resultat stand für die ersten gelieferten Lokomotiven die volle Bezeichnung EA. Die Nummerierung der Lokomotiven des Werkes ALCO begann mit der Nummer 2001, die des Werkes Baldwin mit der Nummer 2201. Im September desselben Jahres wurde die erste Lokomotive von Baldwin auf den Versuchsring des Allrussischen Forschungsinstitutes für Schienenverkehr gegeben, wo bis Oktober die Prüfung der Lokomotive durchgeführt wurde. Dabei wurde festgestellt, dass die Belastung des Kessels 70 kg/m² h betrug und bei einer Geschwindigkeit von 31,5 km/h eine Zugkraft von 164 kN erreicht werden konnte. Diese Parameter entsprachen einer Leistung von 1920 bis 1950 PS, das waren 20–25 % mehr als bei der EЛ. Diese Erhöhung wurde durch die Verbesserung des Kessels und die Anwendung des Stoker erreicht. Die Temperatur des überhitzten Dampfes betrug 300–340 °C, die maximal erreichbare bis 370 °C.
1944 wurde der Treibradsatz verstärkt und gleichzeitig die Konstruktion der Deichsel des Bisselgestelles und einer Reihe weiterer Details geändert. Das führte 1945 zur Produktion der neuen Reihe EM (modernisiert). Obwohl die Dampflokomotiven nach sowjetischen Zeichnungen gefertigt wurden, geschah ihre Fertigung in amerikanischen Werken und somit nach amerikanischen Standards. So erhielten die Lokomotiven von Anfang an einen Schüttelrost und die nachfolgenden Konstruktionen. Die Mehrheit der Lokomotiven EA und EM hatten einen gegossenen Barrenrahmen, ein Teil der Lokomotiven wurde mit gegossenem Rahmen ohne Zwischenbefestigung und mit Stütze für den Kessel, Pufferbohle und Bisselgestell ausgeliefert. Hinten besaßen sie einen geschlossenen Kasten, der für die Verbindung der Dampflok mit dem Tender diente.
Die letzten 13 Dampfloks der Serie E (gefertigt von ALCO) wurden 1947 mit einem Wasservorwärmer ausgeliefert. Diese Dampfloks erhielten die Bezeichnung EMB [je.ɛmvɛ]. Im gleichen Jahr beendeten die American Locomotive Company die Fertigung, die Fertigung bei Baldwin endete bereits 1945. Über die Zahl der gefertigten Lokomotiven und der Betriebsnummern gibt es widersprüchliche Darstellungen. In den folgenden Tabellen stehen die Nummern der in die UdSSR gelieferten Dampfloks.

### Gefertigte Lokomotiven nach amerikanischen Quellen
| Herstellungswerk | Jahr der Auslieferung | Anzahl | Werksnummern                  | Nummer USATC             | Serie | Nummer MPS               |
| ---------------- | --------------------- | ------ | ----------------------------- | ------------------------ | ----- | ------------------------ |
| ALCO             | 1944                  | 200    | 71670–71869                   | 4500–4699                | EA    | 2001–2200                |
| Baldwin          | 1944                  | 299    | 70517–70694 70696–70816       | 4700–4877 4879–4999      | EA    | 2201–2378 2380–2500      |
| Baldwin          | 1944                  | 500    | 70901–71400                   | 5200–5699                | EA    | 2501–3000                |
| ALCO             | 1945                  | 499    | 72193–72686 72688–72692       | 6240–6733 6735–6739      | EA    | 3001–3494 3496–3500      |
| ALCO             | 1945                  | 77     | 73101–73148 73150–73178 73180 | 5860–5907 5909–5937 5939 | EA    | 3501–3548 3550–3578 3580 |
| ALCO             | 1945                  | 38     | 73184–73221                   | 5943–5980                | EA    | 3584–3621                |
| ALCO             | 1945                  | 6      | 73235–73240                   | 5994–5999                | EA    | 3635–3640                |
| ALCO             | 1945                  | 51     | 73241–73291                   | 6104–6154                | EM    | 3641–3691                |
| Baldwin          | 1945                  | 135    | 71591–71725                   | 4143–4277                | EM    | 3692–3826                |
| Baldwin          | 1945                  | 71     | 71431–71501                   | 3925–3995                | EM    | 3830–3900                |
| Baldwin          | 1945                  | 110    | 72504–72613                   | 10500–10609              | EM    | 4141–4250                |
| ALCO             | 1946                  | 60     | 73804–73863                   | 10000–10059              | EM    | 3901–3960                |
| ALCO             | 1947                  | 13     | 75158–75170                   | 10087–10099              | EMB   | 3988–4000                |

### Gefertigte Lokomotiven nach sowjetischen Quellen
| Herstellungswerk | Serie | Nummer MPS |
| ---------------- | ----- | ---------- |
| ALCO             | EA    | 2001–2200  |
| Baldwin          | EA    | 2201–2501  |
| Baldwin          | EA    | 2501–3000  |
| ALCO             | EA    | 3001–3500  |
| Baldwin          | EA    | 3501–3590  |
| Baldwin          | EM    | 3591–3620  |
| Baldwin          | EM    | 3635–3691  |
| Baldwin          | EA    | 3692–3739  |
| Baldwin          | EM    | 3740–3960  |
| ALCO             | EMB   | 3988–4000  |
| Baldwin          | EM    | 4151–4260  |

### Chinesische BaureiheDK2
Im März 1948 waren in den amerikanischen Werken noch 46 Dampflokomotiven mit unbestimmten Schicksal vorhanden, die in New York zum Verkauf angeboten wurden. Von diesen Lokomotiven gelangten zehn Maschinen mit der Bezeichnung DK2 als Geschenk zur Chinesischen Staatsbahn. Einige Exemplare gelangten an Privatbahnen in Nordamerika, die nicht veräußerten Exemplare wurden verschrottet. Es gibt widersprüchliche Angaben darüber wie viele Exemplare gebaut, wie viele an Dritte veräußert und wie viele letztendlich verschrottet wurden. Insgesamt soll der Bestand 60 Loks umfasst haben. 44 wurden direkt an die CER geliefert, 16 weitere kamen 1949 von der UdSSR hinzu. 
Genaue Daten der Lokomotiven der Chinesischen Staatsbahn und aus Nordamerika gibt es nicht, nur sollen sie früher verschrottet worden sein.

## Konstruktion
Hauptmaße der Lokomotiven aus der Zeit des Zweiten Weltkriegs
| EA | EM,MB |
| -- | ----- |
|    |       |

## Betrieb

### Sowjetunion
Im Prinzip gelten für die Dampfloks aus der Zeit des Zweiten Weltkriegs dieselben Einsatzparameter wie bei denen aus der Zeit des Ersten Weltkriegs. Der Unterschied bestand in der erhöhten Reibungsmasse und der Feuerung mit Stoker. Das führte zu mehr Akzeptanz unter den Lokpersonalen. Sie wurden vorzugsweise auf den Eisenbahnen des Amurgebietes, der Wostotschno-Sibirskaja schelesnaja doroga, der Dalnewostotschnaja schelesnaja doroga, der Sabaikalskaja schelesnaja doroga, der Nordbahn, der Moskowskaja schelesnaja doroga, im Fernen Osten, der Swerdlowskaja schelesnaja doroga, in der Oblast Dnipropetrowsk und der Juschno-Uralskaja schelesnaja doroga eingesetzt. Durch die Lieferung von Lokomotiven der Baureihe Л wurde ihr Einsatzgebiet sehr schnell nach Sibirien, Transbaikalien und den Fernen Osten verändert. Außerdem setzte Mitte der 1950er Jahre der Einsatz von Diesellokomotiven und Elektrolokomotiven ein. Das führte zur Verdrängung der Lokomotiven in untergeordnete Dienste und in den Rangierdienst. In den 1970er und 1980er Jahren wurden sie ausgemustert.

### Finnische BaureiheTr2

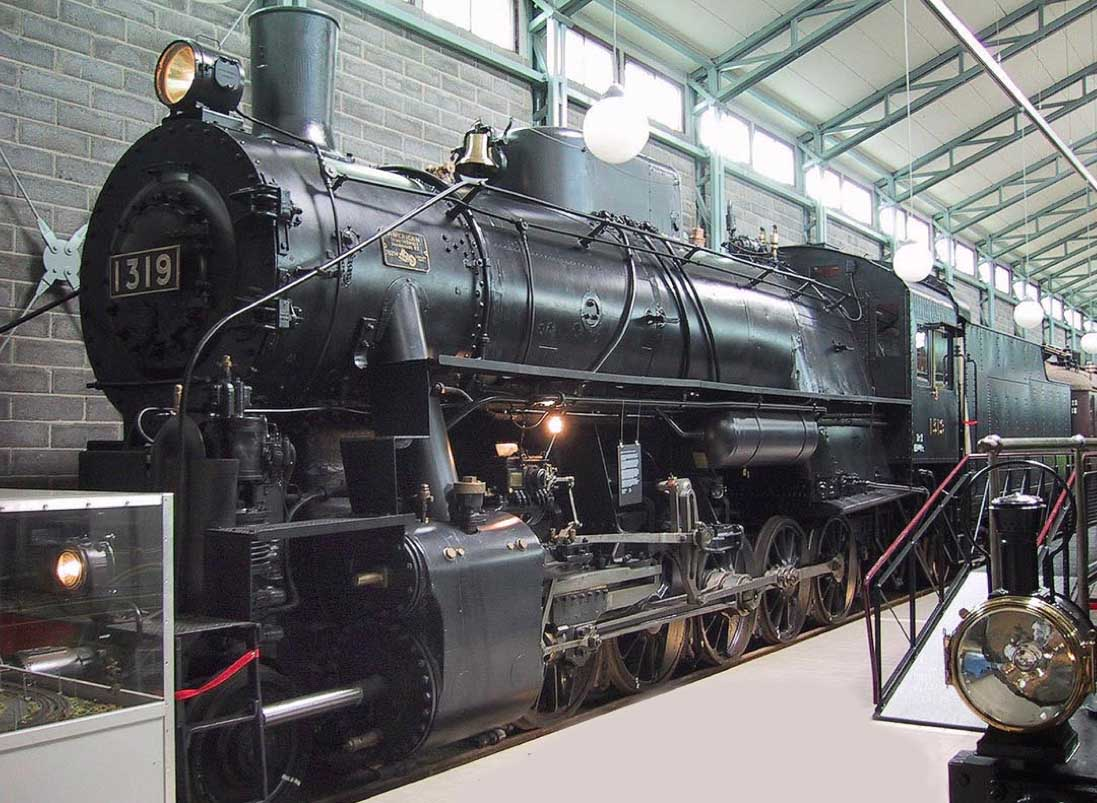
Dampflokbaureihe der Reihe Tr2 im finnischen Eisenbahnmuseum in Hyvinkää

20 Dampflokomotiven der Reihe EM erwarben die finnischen Staatsbahnen unter der Bezeichnung Tr 2. Der Bau geht auf den damaligen Präsidenten der USA, Harry S. Truman zurück. Von diesen Dampfloks wurden die Nummern 1300–1309 1946 von Baldwin und die Nummern 1310–1319 1947 von ALCO geliefert. Von den Dampfloks der Reihe EM unterschieden sie sich nicht, außer dass bei ihnen der Speisewasservorwärmer fehlte und der Scheinwerfer von der Mitte der Rauchkammer auf deren Spitze rückte. Später boten die amerikanischen Werke nochmals Lokomotiven in Finnland an, durch politischen Druck kam es zu keinem weiteren Ankauf.
Von diesen Lokomotiven waren zehn im Depot Pieksämäki, fünf in Kouvola und fünf in Riihimäki beheimatet. Später wurden alle Lokomotiven im Depot Riihimäki zusammengezogen. In Finnland waren diese Lokomotiven zu der Zeit die stärksten Lokomotiven. Sie fuhren in der Hauptsache im Süden und Südwesten des Landes sowie im Grenzgebiet zur UdSSR. In den 1960er Jahren, mit der Einführung von Diesellokomotiven und Elektrolokomotiven, begann ihre Ausmusterung. Als erstes wurde Tr2-1309 nach einem Unfall ausgemustert, 1965 traf es die Lokomotiven 1300, 1301, 1303 und 1316, 1966 die 1302, 1311, 1312, 1315 und 1318 und 1969 die 1304–1308, 1313, 1314, 1317 und 1319. Die Maschinen standen beim Bahnhof Hyvinkää abgestellt und wurden später verschrottet. Nur die letzte Lokomotive der Serie, die Tr2-1319, überlebte. Nach einer kosmetischen Restaurierung wurde die Lokomotive 1986 dem finnischen Eisenbahnmuseum in Hyvinkää übergeben, wo sie zu besichtigen ist.

## Erhaltene Exemplare

### In fahrfähigem Zustand

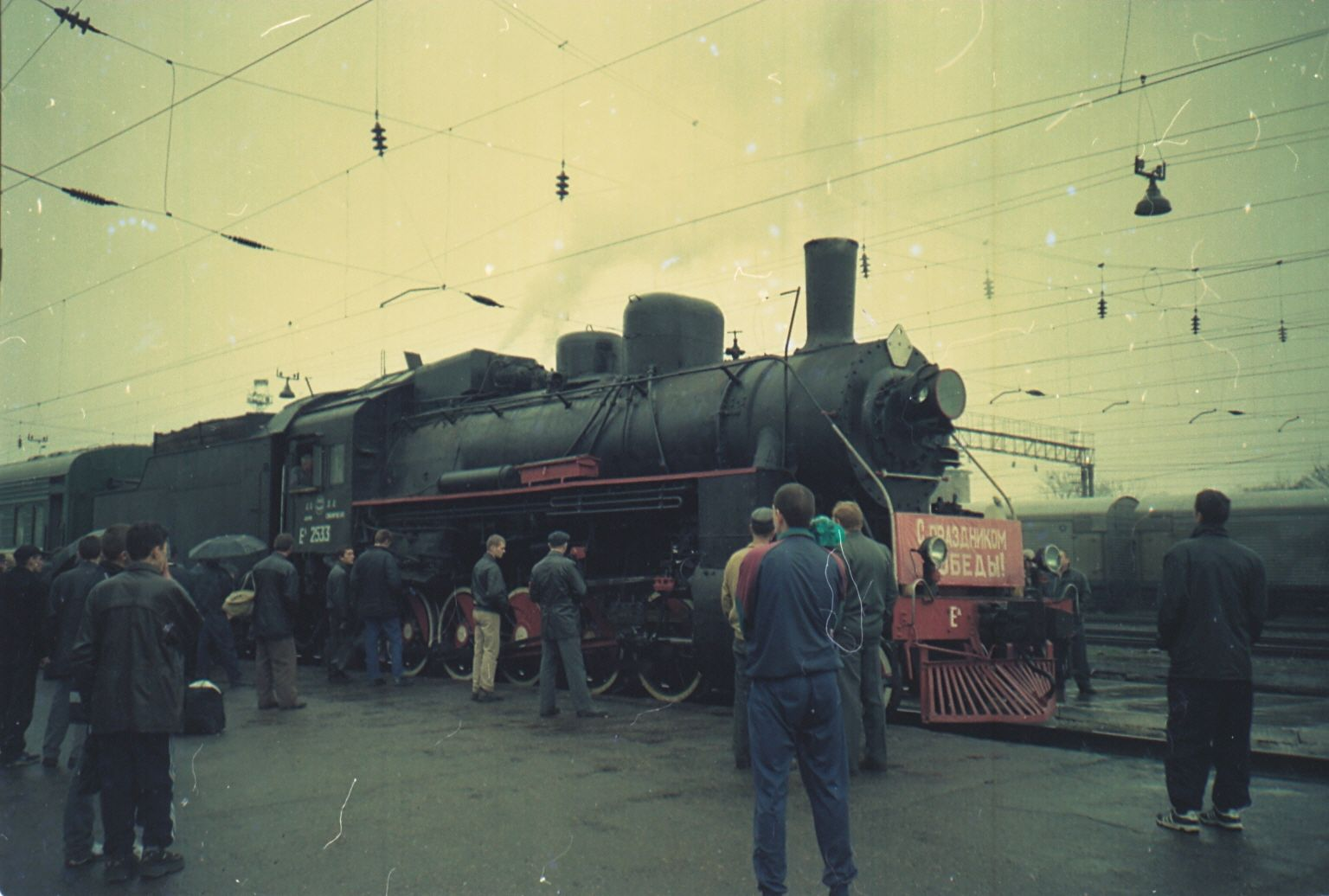
Foto der Lokomotive E^{A}.2533 in der Station Ussurijsk

Da die Lokomotiven zum Zeitpunkt ihrer Ausmusterung noch relativ neu waren, haben sich sechs Exemplare als fahrfähige Exponate erhalten;
- SLSF 1632 bei der Belton, Grandview and Kansas City Railroad in Missouri,[4]
- EA.2026 in der Ukraine,[5]
- EA.2533 im Depot Sibirzewo,[5]
- EA.3215 beim Bahnhof der Station Ruschino,[6]
- EM.3753 im Depot Wjasemski[7]  und
- EA.4160 im Depot Irkutsk.[7]

### In Museen
Eine ganze Reihe von Lokomotiven befindet sich in den Eisenbahnmuseen von St. Louis, Dallas, Illinois, Taschkent, Toljatti, Russisches Eisenbahnmuseum St. Petersburg, Moskau, Nowosibirsk, Chabarowsk, Rostow am Don, Lebjaschje und im finnischen Eisenbahnmuseum in Hyvinkää.

### Als Dampflokdenkmale

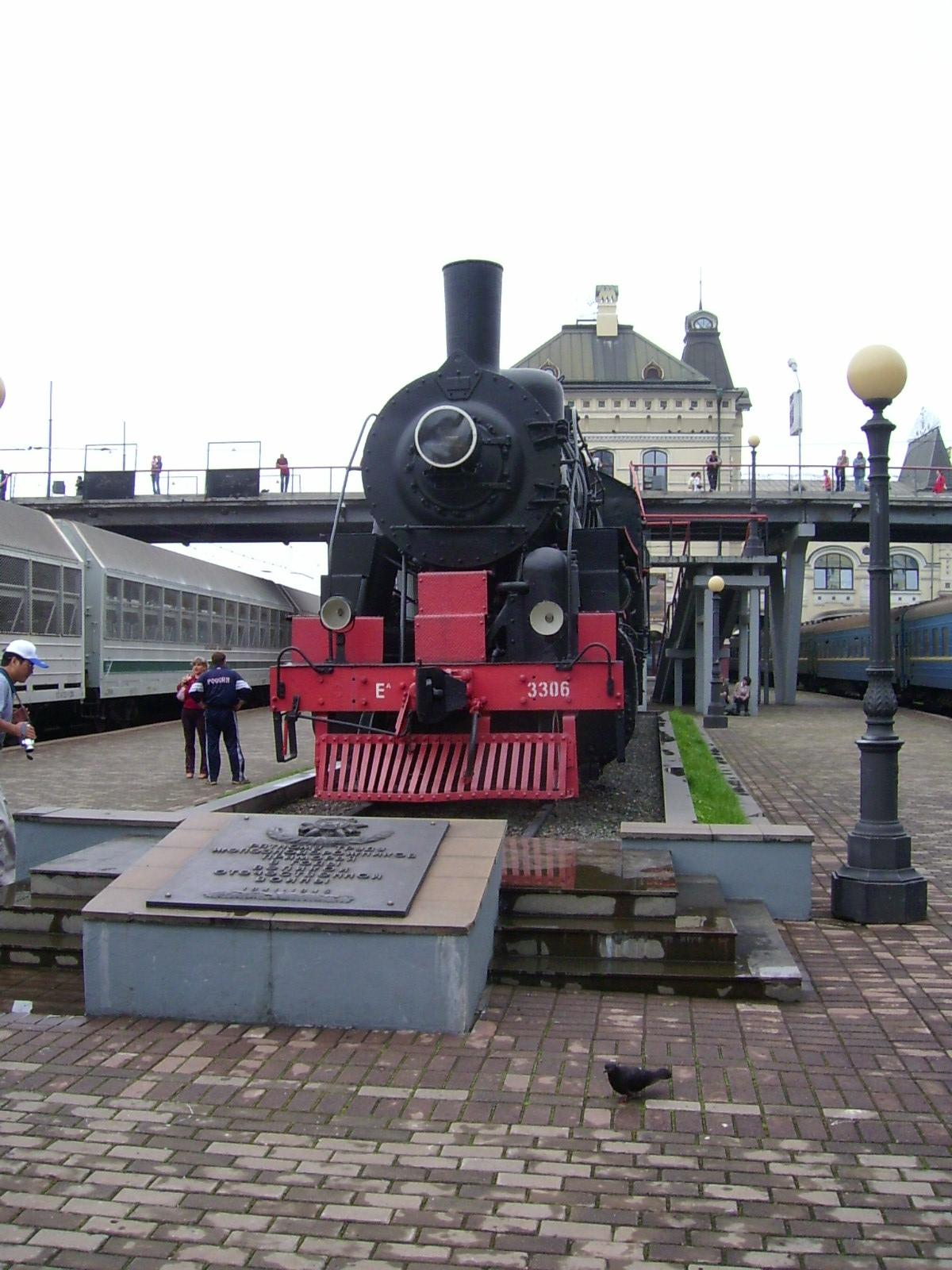
Foto der Lokomotive E^{A}.3306 in der Station Wladiwostok

Sehr viele Lokomotiven sind als Lokomotivdenkmale in Oklahoma in den USA, Bischkek (Kirgisistan), beim km 110 der Baikalbahn, bei der Station Silowo der Transsibirischen Eisenbahn, Tynda, Wladiwostok, Tommot, Wjasma, Wichorewka, Nischneudinsk, am Bahnhof Lena bei Ust-Kut der BAM, in Komsomolsk am Amur und in Tschita erhalten geblieben.